# Secamone humbertii
Secamone humbertii är en oleanderväxtart som beskrevs av Choux. Secamone humbertii ingår i släktet Secamone och familjen oleanderväxter. Inga underarter finns listade i Catalogue of Life.